# Cầu Cheonho
Cầu Cheonho là cây cầu bắc qua con sông Hán, Hàn Quốc. Cầu nối quận Gangdong với quân Gwangjin. Cây cầu hoàn thành vào ngày 5 tháng 7 năm 1976.
Cầu được xây dựng để giảm lượng phương tiện lưu thông trên cây cầu Gwangjin.